# مجدالملک قمی
مجدالملک ابوالفضل اسعد بن حسن بن موسی قمی (زادهٔ۴۴۱ ه‍.ق در قم–درگذشتهٔ ۴۹۲ ه‍.ق در همدان) از وزیران شیعه سلجوقیان در دوران برکیارق بود.
وی به عدالت میان شیعه و سنی و مدارا و زهد مشهور بود.
وی در همدان به قتل رسید و در کربلا دفن گردید.